# Fachhochschule Furtwangen
La Fachhochschule Furtwangen es una fachhochschule que se localiza en el estado federal alemán de Baden-Württemberg, específicamente en la región de la Selva Negra.
Esta institución está orientada principalmente a impartir educación tecnológica, de ahí su nombre pues "Fach" en alemán significa técnica y "Schule" tiene el significado de escuela, mientras que "Hoch" es indicativo de superior, por lo que la traducción literal es "Escuela Técnica Superior".
Las Fachhochschule se distinguen en el sistema educativo alemán por ofrecer planes de estudio entre cuatro y cinco años, combinados con prácticas en la industria que van desde uno a tres semestres. Los planes de estudios contienen carreras tecnológicas, aunque últimamente se han incorporado carreras como informática, electrónica y administración.
La Fachhochschule Furtwangen se especializa en la enseñanza de carreras relacionadas con la ingeniería, por ejemplo microelectrónica, técnica de precisión, tecnología de materiales, informática administrativa, etc.
El Campus de la Fachhochschule Furtwangen está ubicado en el centro de la ciudad de Furtwangen, una de sus características más llamativas es que este es "atravesado" por uno de los arroyos que originan el río Danubio, gracias a puentes de piedra se puede cruzar a de una orilla a otra.
- Datos: Q529572
- Multimedia: Hochschule Furtwangen University / Q529572